# Funcție continuă
În analiza matematică, o funcție se numește continuă într-un punct al graficului dacă o modificare mică a argumentului în jurul punctului dat produce o modificare mică a imaginii funcției și, mai mult, se poate limita oricât de mult variația valorii funcției prin limitarea variației argumentului. O funcție care este continuă în fiecare punct al domeniului de definiție se numește simplu funcție continuă.
Păstrând limbajul intuitiv, o funcție este continuă dacă graficul acesteia nu are întreruperi sau "rupturi".
Dacă o modificare mică a argumentului poate produce un salt (o ruptură) în graficul funcției,se zice că funcția este discontinuă, sau că are una sau mai multe discontinuități.
Continuitatea este o noțiune clarificată la începutul secolului al XIX-lea prin contribuțiile lui Cauchy.

## Continuitate într-un spațiu metric
Dacă {\displaystyle f:X\to Y}, unde X și Y sunt submulțimi ale unor spații metrice (de exemplu, {\displaystyle X=Y=\mathbb {R} }), funcția f se numește continuă în punctul {\displaystyle x_{0}\in X} dacă pentru orice valoare {\displaystyle \varepsilon \in (0,\infty )} există un {\displaystyle \delta _{\varepsilon }\in (0,\infty )} astfel încât {\displaystyle \forall x\in X\{x_{0}\}\,,\ d_{X}(x,x_{0})<\delta _{\varepsilon }}, să aibă loc {\displaystyle d_{Y}(f(x),f(x_{0}))<\varepsilon }, unde {\displaystyle d_{X}} reprezintă distanța din spațiul metric X, iar {\displaystyle d_{Y}} reprezintă distanța din spațiul metric Y.
Echivalent, f este continuă într-un punct de acumulare {\displaystyle x_{0}} dacă {\displaystyle \lim \limits _{x\to x_{0}}f(x)=f(x_{0})} (f este continuă într-un punct dacă limita sa în acel punct (de acumulare) există și este egală cu valoarea funcției în acel punct).
Nu se poate formula continuitatea unei funcții într-un punct în care funcția nu este definită; dar într-un punct din domeniul său de definiție ce nu este punct de acumulare al domeniului său de definiție (adică un punct izolat), orice funcție este continuă.
O funcție se numește discontinuă într-un punct dacă nu este continuă în acel punct. Un punct în care funcția nu este continuă se numește discontinuitate a funcției.
O discontinuitate poate exista fie pentru că funcția are un "salt" (limita funcției sau cel puțin una din limitele laterale există, dar este diferită de valoarea funcției) - o astfel de discontinuitate se numește de primă speță, fie pentru că funcția nu are limită în acel punct -- discontinuitate de speța a doua.
Exemple:
{\displaystyle f:\mathbb {R} \to \mathbb {R} \,,\ f(x)=\left\{{\begin{array}{lll}0&,&x\leq 0\\1&,&x>0\end{array}}\right.}
este continuă în toate punctele cu excepția lui 0 unde are o discontinuitate de prima speță.
{\displaystyle f:\mathbb {R} \to \mathbb {R} \,,\ f(x)=\left\{{\begin{array}{lll}0&,&x=0\\\sin {\frac {1}{x}}&,&x\neq 0\end{array}}\right.}
este continuă în toate punctele cu excepția lui 0 unde are o discontinuitate de speța a doua. De notat că această funcție este un exemplu de funcție Darboux care nu este continuă.

## Continuitatea funcțiilor reale
Definiția 1.
Fief o funcție definită pe {\displaystyle E\subseteq \mathbb {R} } și {\displaystyle x_{0}\in E.}  
Se spune că funcția f este continuă în punctul {\displaystyle x_{0}} dacă pentru orice {\displaystyle \epsilon >0,\;(\exists )\delta (\epsilon )>0,} astfel încât oricare ar fi {\displaystyle x\in E} cu proprietatea {\displaystyle |x-x_{0}|<\delta (\epsilon ),} se respectă relația:   {\displaystyle |f(x)-f(x_{0})|<\epsilon .}
Definiția 2
Se spune că funcția {\displaystyle f:E\subseteq \mathbb {R} \to \mathbb {R} } este continuă în punctul {\displaystyle x_{0}\in E} dacă pentru orice șir {\displaystyle \{x_{n}\}_{n\in \mathbb {N} }} convergent către {\displaystyle x_{0},} șirul valorilor funcției {\displaystyle \{f(x)\}_{n\in \mathbb {N} }} converge către {\displaystyle f(x_{0}).}
Definiția 3.
Spunem că funcția f definită pe o vecinătate a punctului {\displaystyle x_{0}} este continuă în {\displaystyle x_{0}} dacă f are limita în punctul {\displaystyle x_{0}\in E} și dacă această limită este egală cu {\displaystyle f(x_{0}).}